# Convenio de Minamata sobre el Mercurio
El Convenio de Minamata sobre el Mercurio es un tratado internacional diseñado para proteger la salud humana y el medio ambiente de las emisiones y liberaciones antropogénicas de mercurio y compuestos de mercurio. La convención fue el resultado de tres años de reuniones y negociaciones, después de lo cual el texto de la convención fue aprobado por delegados que representaban a cerca de 140 países el 19 de enero de 2013 en Ginebra y adoptado y firmado ese mismo año el 10 de octubre de 2013 en una conferencia diplomática. celebrada en Kumamoto, Japón. La convención lleva el nombre de la ciudad japonesa de Minamata. Este nombramiento tiene una importancia simbólica ya que la ciudad pasó por un incidente devastador de envenenamiento por mercurio. Se espera que durante las próximas décadas, este acuerdo internacional mejore la reducción de la contaminación por mercurio de las actividades específicas responsables de la mayor liberación de mercurio al medio ambiente inmediato.
El objetivo del Convenio de Minamata es proteger la salud humana y el medio ambiente de las emisiones y liberaciones antropógenas de mercurio y compuestos de mercurio. Contiene, en apoyo de este objetivo, disposiciones que se relacionan con todo el ciclo de vida del mercurio, incluidos los controles y las reducciones en una variedad de productos, procesos e industrias donde se usa, libera o emite mercurio. El tratado también aborda la extracción directa de mercurio, su exportación e importación, su almacenamiento seguro y su eliminación una vez como desecho. La implementación del convenio también resultará en la identificación de las poblaciones en riesgo, el impulso de la atención médica y una mejor capacitación de los profesionales de la salud para identificar y tratar los efectos relacionados con el mercurio.
El Convenio de Minamata proporciona controles sobre una miríada de productos que contienen mercurio, cuya fabricación, importación y exportación estarán totalmente prohibidas para 2020, excepto cuando los países hayan solicitado una exención por un período inicial de 5 años. Estos productos incluyen ciertos tipos de baterías, lámparas fluorescentes compactas, relés, jabones y cosméticos, termómetros y tensiómetros. Los empastes dentales que usan amalgama de mercurio también están regulados por la convención, y su uso debe reducirse gradualmente a través de una serie de medidas.

## Antecedentes sobre el mercurio
El mercurio es un elemento natural. Puede ser liberado al medio ambiente por fuentes naturales, como la meteorización de rocas que contienen mercurio, incendios forestales, erupciones volcánicas o actividades geotérmicas, pero también por actividades humanas. Se estima que entre 5500 y 8900 toneladas de mercurio se emiten y se vuelven a emitir cada año a la atmósfera, y se considera que gran parte del mercurio reemitido está relacionado con la actividad humana, al igual que las liberaciones directas.
Debido a sus propiedades únicas, el mercurio se ha utilizado en varios productos y procesos durante cientos de años. Actualmente, se utiliza principalmente en procesos industriales que producen la producción de cloruro (PVC) y elastómeros de poliuretano. Se utiliza ampliamente para extraer oro del mineral en la minería de oro artesanal y en pequeña escala. Se encuentra en productos como algunos interruptores eléctricos (incluidos los termostatos), relés, equipos de medición y control, bombillas fluorescentes de bajo consumo, algunos tipos de pilas y amalgamas dentales. También se utiliza en laboratorios, cosméticos, productos farmacéuticos, incluso en vacunas como conservante, pinturas y joyería. El mercurio también se libera involuntariamente de algunos procesos industriales, como la generación de energía y calor a base de carbón, la producción de cemento, la minería y otras actividades metalúrgicas, como la producción de metales no ferrosos, así como de la incineración de muchos tipos de desechos.
La mayor fuente individual de emisiones de mercurio provocadas por el hombre es el sector de la minería de oro artesanal y en pequeña escala, que es responsable de la liberación de hasta 1.000 toneladas de mercurio a la atmósfera cada año.

## Historia de las negociaciones
Hace tiempo que se sabe que el mercurio y los compuestos de mercurio son tóxicos para la salud humana y el medio ambiente. Las crisis de salud pública a gran escala debido al envenenamiento por mercurio, como la enfermedad de Minamata y la enfermedad de Niigata Minamata, llamaron la atención sobre el tema. En 1972, los delegados de la Conferencia de Estocolmo sobre el Medio Humano presenciaron al estudiante de secundaria japonés Shinobu Sakamoto, discapacitado como resultado del envenenamiento con metilmercurio en el útero. El Programa de las Naciones Unidas para el Medio Ambiente (ONU Medio Ambiente, anteriormente PNUMA) se estableció poco después. ONU Medio Ambiente se ha comprometido activamente a llevar la ciencia del envenenamiento por mercurio a la implementación de políticas. En 2001, el consejo de gobierno invitó al director ejecutivo de ONU Medio Ambiente a realizar una evaluación mundial del mercurio y sus compuestos, incluidos los efectos químicos y sobre la salud, las fuentes, el transporte a larga distancia, así como las tecnologías de prevención y control relacionadas con el mercurio.
En 2003, el consejo de gobierno consideró esta evaluación y encontró que había suficiente evidencia de impactos adversos globales significativos del mercurio y sus compuestos para justificar una mayor acción internacional para reducir los riesgos para la salud humana y el medio ambiente por su liberación al medio ambiente. Se instó a los gobiernos a adoptar objetivos para la reducción de las emisiones y liberaciones de mercurio y ONU Medio Ambiente inició actividades de asistencia técnica y desarrollo de capacidades para cumplir con estos objetivos.
En 2005 y 2007, los gobiernos establecieron y fortalecieron un programa sobre el mercurio para abordar las preocupaciones que plantea con la Asociación Mundial sobre el Mercurio del PNUMA. En 2007, el consejo de gobierno concluyó que las opciones de medidas voluntarias mejoradas y los instrumentos legales internacionales nuevos o existentes deben revisarse y evaluarse para avanzar en el tratamiento del problema del mercurio. En febrero de 2009, el consejo de gobierno del PNUMA decidió desarrollar un instrumento mundial jurídicamente vinculante sobre el mercurio.
Rápidamente se estableció un Comité Intergubernamental de Negociación (CIN), a través del cual los países negociaron y desarrollaron el texto de la convención. Otros interesados, incluidas organizaciones intergubernamentales y no gubernamentales, también participaron en el proceso y contribuyeron compartiendo opiniones, experiencias y conocimientos técnicos. El Comité Intergubernamental de Negociación estuvo presidido por Fernando Lugris de Uruguay y contó con el apoyo de la Subdivisión de Productos Químicos y Salud de la División de Economía de ONU Medio Ambiente. El CIN realizó cinco sesiones para discutir y negociar un acuerdo global sobre el mercurio:
- CIN 1, 7 al 11 de junio de 2010, en Estocolmo, Suecia[10][11]
- CIN 2, 24 al 28 de enero de 2011, en Chiba, Japón[12][13]
- CIN 3, 31 de octubre al 4 de noviembre de 2011, en Nairobi, Kenia[14][15]
- CIN 4, 27 de junio al 2 de julio de 2012, en Punta del Este, Uruguay[16][17]
- CIN 5, 13 al 18 de enero de 2013, en Ginebra, Suiza[18][19]

El 19 de enero de 2013, después de negociar hasta altas horas de la noche, las negociaciones concluyeron con cerca de 140 gobiernos aceptando el texto del borrador de la convención. La convención fue adoptada y abierta a la firma por un año el 10 de octubre de 2013, en una conferencia de plenipotenciarios (conferencia diplomática) en Kumamoto, Japón, precedida por una reunión preparatoria del 7 al 8 de octubre de 2013. La Unión Europea y 86 países firmaron la convención el primer día que se abrió a la firma. Otros 5 países firmaron la convención el último día de la conferencia diplomática, el 11 de octubre de 2013. En total, la convención cuenta con 128 signatarios.
Fernando Lugris, el delegado del presidente de Uruguay, proclamó: "Hoy, en la madrugada del 19 de enero de 2013, hemos cerrado un capítulo en un viaje que ha llevado cuatro años de negociaciones a menudo intensas pero finalmente exitosas y abrió un nuevo capítulo hacia un futuro sostenible. Esto se ha hecho en nombre de las poblaciones vulnerables de todo el mundo y representa una oportunidad para un siglo más saludable y sostenible para todos los pueblos".
Además de la adopción del convenio, se encargó al Comité Intergubernamental de Negociación que se reuniera durante el período intermedio anterior a la apertura de la primera reunión de la Conferencia de las Partes en el convenio para facilitar su rápida entrada en vigor y su aplicación efectiva una vez que entre en vigor. Se realizaron dos sesiones del CIN:
- CIN 6, 3 al 7 de noviembre de 2014, en Bangkok, Tailandia
- CIN 7, del 10 al 15 de marzo de 2016, en el Mar Muerto, Jordania

Las discusiones cubrieron una serie de aspectos técnicos, financieros, así como administrativos y operativos.
La convención requería para entrar en vigor el depósito de cincuenta instrumentos de ratificación, aceptación, aprobación o adhesión por parte de los estados u organizaciones regionales de integración económica. Este hito de cincuenta ratificaciones se alcanzó el 18 de mayo de 2017, por lo que la convención entró en vigor el 16 de agosto de 2017.
La primera reunión de la Conferencia de las Partes del Convenio de Minamata sobre el Mercurio (COP1) tuvo lugar del 24 al 29 de septiembre de 2017 en el Centro Internacional de Conferencias de Ginebra.
La segunda reunión de la Conferencia de las Partes (COP2) tuvo lugar del 19 al 23 de noviembre de 2018 en el Centro Internacional de Conferencias de Ginebra, Suiza.
La tercera reunión de la Conferencia de las Partes (COP3) tuvo lugar del 25 al 29 de noviembre de 2019 en el Centro Internacional de Conferencias de Ginebra, Suiza. En su tercera reunión, la Conferencia de las Partes acordó una serie de elementos de acción para implementar efectivamente el Convenio de Minamata.
Después de que la convención entró en vigor, la Conferencia de las Partes tuvo lugar anualmente durante los primeros tres años. A partir de ahora, la próxima Conferencia de las Partes (COP) se convocará cada dos años.
La cuarta reunión de la Conferencia de las Partes (COP4) tuvo lugar del 21 al 25 de marzo de 2022 en Nusa Dua, Bali, Indonesia.

## Lista de signatarios y partes
A diciembre de 2022, hay 128 signatarios del tratado y 139 partes.
| Participante                    | Firma                    | Ratificación, aceptación (A), aprobación (AA), adhesión (a) |
| ------------------------------- | ------------------------ | ----------------------------------------------------------- |
| Afganistán                      | —                        | 2 de mayo de 2017 (a)                                       |
| Albania                         | 9 de octubre de 2014     | 26 de mayo de 2020                                          |
| Alemania                        | 10 de octubre de 2013    | 15 de septiembre de 2017                                    |
| Angola                          | 11 de octubre de 2013    |                                                             |
| Antigua y Barbuda               | —                        | 23 de septiembre de 2016 (a)                                |
| Arabia Saudita                  | —                        | 27 de febrero de 2019 (a)                                   |
| Argelia                         | —                        | 30 de noviembre de 2022 (a)                                 |
| Argentina                       | 10 de octubre de 2013    | 25 de septiembre de 2017                                    |
| Armenia                         | 10 de octubre de 2013    | 13 de diciembre de 2017                                     |
| Australia                       | 10 de octubre de 2013    | 7 de diciembre de 2021                                      |
| Austria                         | 10 de octubre de 2013    | 12 de junio de 2017                                         |
| Bahamas                         | —                        | 12 de febrero de 2020 (a)                                   |
| Bangladés                       | 10 de octubre de 2013    | 18 de abril de 2023                                         |
| Baréin                          | —                        | 6 de julio de 2021 (a)                                      |
| Bélgica                         | 10 de octubre de 2013    | 26 de febrero de 2018                                       |
| Benín                           | 10 de octubre de 2013    | 7 de noviembre de 2016                                      |
| Bielorrusia                     | 23 de septiembre de 2014 |                                                             |
| Bolivia                         | 10 de octubre de 2013    | 26 de enero de 2016                                         |
| Botsuana                        | —                        | 3 de junio de 2016 (a)                                      |
| Brasil                          | 10 de octubre de 2013    | 8 de agosto de 2017                                         |
| Bulgaria                        | 10 de octubre de 2013    | 18 de mayo de 2017                                          |
| Burkina Faso                    | 10 de octubre de 2013    | 10 de abril de 2017 (a)                                     |
| Burundi                         | 14 de febrero de 2014    | 26 de marzo de 2021                                         |
| Camboya                         | 10 de octubre de 2013    | 8 de abril de 2021                                          |
| Camerún                         | 24 de septiembre de 2014 | 10 de marzo de 2021                                         |
| Canadá                          | 10 de octubre de 2013    | 7 de abril de 2017                                          |
| Catar                           | —                        | 4 de noviembre de 2020 (a)                                  |
| Chad                            | 25 de septiembre de 2014 | 24 de septiembre de 2015                                    |
| Chile                           | 10 de octubre de 2013    | 27 de agosto de 2018                                        |
| Chipre                          | 24 de septiembre de 2014 | 25 de febrero de 2020                                       |
| China                           | 10 de octubre de 2013    | 31 de agosto de 2016                                        |
| Colombia                        | 10 de octubre de 2013    | 26 de agosto de 2019                                        |
| Comoras                         | 10 de octubre de 2013    | 23 de julio de 2019                                         |
| Corea del Sur                   | 24 de septiembre de 2014 | 22 de noviembre de 2019                                     |
| Costa de Marfil                 | 10 de octubre de 2013    | 1 de octubre de 2019                                        |
| Costa Rica                      | 10 de octubre de 2013    | 19 de enero de 2017                                         |
| Croacia                         | 24 de septiembre de 2014 | 25 de septiembre de 2017                                    |
| Cuba                            | —                        | 30 de enero de 2018 (a)                                     |
| Dinamarca                       | 10 de octubre de 2013    | 18 de mayo de 2017                                          |
| Ecuador                         | 10 de octubre de 2013    | 29 de julio de 2016                                         |
| El Salvador                     | —                        | 20 de junio de 2017 (a)                                     |
| Emiratos Árabes Unidos          | 10 de octubre de 2013    | 27 de abril de 2015                                         |
| Eslovaquia                      | 10 de octubre de 2013    | 31 de mayo de 2017                                          |
| Eslovenia                       | 10 de octubre de 2013    | 23 de junio de 2017                                         |
| España                          | 10 de octubre de 2013    | 13 de diciembre de 2021                                     |
| Estados Unidos                  | 6 de noviembre de 2013   | 6 de noviembre de 2013 (A)                                  |
| Estonia                         | —                        | 21 de junio de 2017 (a)                                     |
| Etiopía                         | 10 de octubre de 2013    |                                                             |
| Filipinas                       | 10 de octubre de 2013    | 8 de julio de 2020                                          |
| Finlandia                       | 10 de octubre de 2013    | 1 de junio de 2017 (A)                                      |
| Francia                         | 10 de octubre de 2013    | 15 de junio de 2017                                         |
| Gabón                           | 30 de junio de 2014      | 24 de septiembre de 2014 (A)                                |
| Gambia                          | 10 de octubre de 2013    | 7 de noviembre de 2016                                      |
| Georgia                         | 10 de octubre de 2013    |                                                             |
| Ghana                           | 24 de septiembre de 2014 | 23 de marzo de 2017                                         |
| Grecia                          | 10 de octubre de 2013    | 10 de junio de 2020                                         |
| Guatemala                       | 10 de octubre de 2013    |                                                             |
| Guinea                          | 25 de noviembre de 2013  | 21 de octubre de 2014                                       |
| Guinea Ecuatorial               | —                        | 24 de diciembre de 2019 (a)                                 |
| Guinea-Bisáu                    | 24 de septiembre de 2014 | 22 de octubre de 2018                                       |
| Guyana                          | 10 de octubre de 2013    | 24 de septiembre de 2014                                    |
| Honduras                        | 24 de septiembre de 2014 | 22 de marzo de 2017                                         |
| Hungría                         | 10 de octubre de 2013    | 18 de mayo de 2017                                          |
| India                           | 30 de septiembre de 2014 | 18 de junio de 2018                                         |
| Indonesia                       | 10 de octubre de 2013    | 22 de septiembre de 2017                                    |
| Irak                            | 10 de octubre de 2013    | 16 de septiembre de 2021                                    |
| Irán                            | 10 de octubre de 2013    | 16 de junio de 2017                                         |
| Irlanda                         | 10 de octubre de 2013    | 18 de marzo de 2019                                         |
| Islandia                        | —                        | 3 de mayo de 2018 (a)                                       |
| Islas Marshall                  | —                        | 29 de enero de 2019 (a)                                     |
| Israel                          | 10 de octubre de 2013    |                                                             |
| Italia                          | 10 de octubre de 2013    | 5 de enero de 2021                                          |
| Jamaica                         | 10 de octubre de 2013    | 19 de julio de 2017                                         |
| Japón                           | 10 de octubre de 2013    | 2 de febrero de 2016 (A)                                    |
| Jordania                        | 10 de octubre de 2013    | 12 de noviembre de 2015                                     |
| Kenia                           | 10 de octubre de 2013    |                                                             |
| Kiribati                        | —                        | 28 de julio de 2017 (a)                                     |
| Kuwait                          | 10 de octubre de 2013    | 3 de diciembre de 2015                                      |
| Laos                            | —                        | 21 de septiembre de 2017 (a)                                |
| Lesoto                          | —                        | 12 de noviembre de 2014 (a)                                 |
| Letonia                         | 24 de septiembre de 2014 | 20 de junio de 2017                                         |
| Líbano                          | —                        | 13 de octubre de 2017 (a)                                   |
| Liberia                         | 24 de septiembre de 2014 |                                                             |
| Libia                           | 10 de octubre de 2013    |                                                             |
| Liechtenstein                   | —                        | 1 de febrero de 2017 (a)                                    |
| Lituania                        | 10 de octubre de 2013    | 15 de enero de 2018                                         |
| Luxemburgo                      | 10 de octubre de 2013    | 21 de septiembre de 2017                                    |
| Macedonia del Norte             | 25 de julio de 2014      | 12 de marzo de 2020                                         |
| Madagascar                      | 10 de octubre de 2013    | 13 de mayo de 2015                                          |
| Malasia                         | 24 de septiembre de 2014 |                                                             |
| Malaui                          | 10 de octubre de 2013    |                                                             |
| Mali                            | 10 de octubre de 2013    | 27 de mayo de 2016                                          |
| Malta                           | 8 de octubre de 2014     | 18 de mayo de 2017                                          |
| Marruecos                       | 6 de junio de 2014       |                                                             |
| Mauricio                        | 10 de octubre de 2013    | 21 de septiembre de 2017                                    |
| Mauritania                      | 11 de octubre de 2013    | 18 de agosto de 2015                                        |
| México                          | 10 de octubre de 2013    | 29 de septiembre de 2015                                    |
| Moldavia                        | 10 de octubre de 2013    | 20 de junio de 2017                                         |
| Mónaco                          | 24 de septiembre de 2014 | 24 de septiembre de 2014                                    |
| Mongolia                        | 10 de octubre de 2013    | 28 de septiembre de 2015                                    |
| Montenegro                      | 24 de septiembre de 2014 | 10 de junio de 2019                                         |
| Mozambique                      | 10 de octubre de 2013    |                                                             |
| Namibia                         | —                        | 6 de septiembre de 2017 (a)                                 |
| Nepal                           | 10 de octubre de 2013    |                                                             |
| Nicaragua                       | 10 de octubre de 2013    | 29 de octubre de 2014                                       |
| Níger                           | 10 de octubre de 2013    | 9 de junio de 2017                                          |
| Nigeria                         | 10 de octubre de 2013    | 1 de febrero de 2018                                        |
| Noruega                         | 10 de octubre de 2013    | 12 de mayo de 2017                                          |
| Nueva Zelanda                   | 10 de octubre de 2013    |                                                             |
| Omán                            | —                        | 23 de junio de 2020 (a)                                     |
| Países Bajos                    | 10 de octubre de 2013    | 18 de mayo de 2017 (A)                                      |
| Pakistán                        | 10 de octubre de 2013    | 16 de diciembre de 2020                                     |
| Palaos                          | 9 de octubre de 2014     | 21 de junio de 2017                                         |
| Palestina                       | —                        | 18 de marzo de 2019 (a)                                     |
| Panamá                          | 10 de octubre de 2013    | 29 de septiembre de 2015                                    |
| Paraguay                        | 10 de febrero de 2014    | 26 de junio de 2018                                         |
| Perú                            | 10 de octubre de 2013    | 21 de enero de 2016                                         |
| Polonia                         | 24 de septiembre de 2014 | 30 de septiembre de 2021                                    |
| Portugal                        | —                        | 28 de agosto de 2018 (a)                                    |
| Reino Unido                     | 10 de octubre de 2013    | 23 de marzo de 2018                                         |
| República Centroafricana        | 10 de octubre de 2013    | 31 de marzo de 2021                                         |
| República Checa                 | 10 de octubre de 2013    | 19 de junio de 2017                                         |
| República Democrática del Congo | 8 de octubre de 2014     | 6 de agosto de 2019                                         |
| República Dominicana            | 10 de octubre de 2013    | 20 de marzo de 2018                                         |
| Ruanda                          | —                        | 29 de junio de 2017 (a)                                     |
| Rumania                         | 10 de octubre de 2013    | 18 de mayo de 2017                                          |
| Rusia                           | 24 de septiembre de 2014 |                                                             |
| Samoa                           | 10 de octubre de 2013    | 24 de septiembre de 2015                                    |
| San Cristóbal y Nieves          | —                        | 24 de mayo de 2017 (a)                                      |
| Santa Lucía                     | —                        | 23 de enero de 2019 (a)                                     |
| Santo Tomé y Príncipe           | —                        | 30 de agosto de 2018 (a)                                    |
| Senegal                         | 11 de octubre de 2013    | 3 de marzo de 2016                                          |
| Serbia                          | 9 de octubre de 2014     |                                                             |
| Seychelles                      | 27 de mayo de 2014       | 13 de enero de 2015                                         |
| Sierra Leona                    | 12 de agosto de 2014     | 1 de noviembre de 2016                                      |
| Singapur                        | 10 de octubre de 2013    | 22 de septiembre de 2017                                    |
| Siria                           | 24 de septiembre de 2014 | 26 de julio de 2017                                         |
| Sri Lanka                       | 8 de octubre de 2014     | 19 de junio de 2017                                         |
| Suazilandia                     | —                        | 21 de septiembre de 2016 (a)                                |
| Sudáfrica                       | 10 de octubre de 2013    | 29 de abril de 2019                                         |
| Sudán                           | 24 de septiembre de 2014 |                                                             |
| Suecia                          | 10 de octubre de 2013    | 18 de mayo de 2017                                          |
| Suiza                           | 10 de octubre de 2013    | 25 de mayo de 2016                                          |
| Surinam                         | —                        | 2 de agosto de 2018 (a)                                     |
| Tailandia                       | —                        | 22 de junio de 2017 (a)                                     |
| Tanzania                        | 10 de octubre de 2013    | 5 de octubre de 2020                                        |
| Togo                            | 10 de octubre de 2013    | 3 de febrero de 2017                                        |
| Tonga                           | —                        | 22 de octubre de 2018 (a)                                   |
| Túnez                           | 10 de octubre de 2013    |                                                             |
| Turquía                         | 24 de septiembre de 2014 | 4 de octubre de 2022                                        |
| Tuvalu                          | —                        | 7 de junio de 2019 (a)                                      |
| Uganda                          | 10 de octubre de 2013    | 1 de marzo de 2019                                          |
| Unión Europea                   | 10 de octubre de 2013    | 18 de mayo de 2017 (AA)                                     |
| Uruguay                         | 10 de octubre de 2013    | 24 de septiembre de 2014                                    |
| Vanuatu                         | —                        | 16 de octubre de 2018 (a)                                   |
| Venezuela                       | 10 de octubre de 2013    |                                                             |
| Vietnam                         | 11 de octubre de 2013    | 23 de junio de 2017 (AA)                                    |
| Yemen                           | 21 de marzo de 2014      |                                                             |
| Yibuti                          | 10 de octubre de 2013    | 23 de septiembre de 2014                                    |
| Zambia                          | 10 de octubre de 2013    | 11 de marzo de 2016                                         |
| Zimbabue                        | 11 de octubre de 2013    | 19 de agosto de 2021                                        |

## Provisiones
La convención tiene 35 artículos, 5 anexos y un preámbulo.
El preámbulo de la convención establece que las partes han reconocido que el mercurio es "un producto químico de preocupación mundial debido a su transporte a larga distancia en la atmósfera, su persistencia en el medio ambiente tras su introducción antropógena, su capacidad de bioacumulación en los ecosistemas y sus importantes efectos adversos para la salud humana y el medio ambiente".

### Artículo 1
- Establece el objetivo del convenio, que es "proteger la salud humana y el medio ambiente de las emisiones y liberaciones antropógenas de mercurio y compuestos de mercurio".

### Artículo 2
- Establece definiciones utilizadas en más de un artículo de la convención, incluyendo:
  - "Extracción de oro artesanal y en pequeña escala", que se refiere a la extracción de oro realizada por mineros individuales o pequeñas empresas con inversión de capital y producción limitadas;
  - "Mejores técnicas disponibles";
  - "Mejores prácticas ambientales" significa utilizar la combinación más adecuada de medidas y estrategias de control ambiental;
  - "Mercurio" se refiere específicamente al mercurio elemental (Hg), CAS No. 7439-97-6;
  - "compuesto de mercurio";
  - "Producto con mercurio añadido" se refiere a un producto o componente de producto que contiene mercurio o un compuesto de mercurio que se añadió intencionalmente;
  - "Partido" y "Partidos presentes y votantes";
  - "Minería primaria de mercurio";
  - "Organización de integración económica regional";
  - "Uso permitido".

### Artículo 3
- Aborda la cuestión de las fuentes de suministro y el comercio de mercurio.
- Las disposiciones de este artículo no se aplican a los compuestos de mercurio utilizados para la investigación de laboratorio, a las trazas de mercurio presentes en la naturaleza o a los compuestos de mercurio presentes, a los productos con mercurio añadido.
- Prohíbe a las partes permitir la extracción de mercurio que no se estaba realizando antes de la fecha de entrada en vigor del convenio para ellos, y solo permite la extracción de mercurio que se realizó en la fecha de entrada en vigor hasta quince años después de esa fecha..
- Alienta a los países a identificar existencias individuales de mercurio o compuestos de mercurio que superen las 50 toneladas métricas, así como fuentes de suministro de mercurio que generen existencias que superen las 10 toneladas métricas por año. Si se dispone de exceso de mercurio procedente de la clausura de instalaciones de cloro-álcali, dicho mercurio se elimina de conformidad con las directrices para una gestión ambientalmente racional mediante operaciones que no conduzcan a la recuperación, el reciclado, la regeneración, la reutilización directa o usos alternativos.
- No se permite a las Partes exportar mercurio sin el consentimiento por escrito de la Parte importadora y solo para un almacenamiento provisional ambientalmente racional o para un uso permitido. Estos controles solo se aplican al mercurio, no a los compuestos de mercurio ni a los productos con mercurio añadido.

### Artículo 4
- Aborda la cuestión de los productos con mercurio añadido.
- El Convenio emplea dos enfoques para controlar el mercurio en los productos, a saber, establecer una fecha de eliminación para algunos y especificar las medidas que deben tomarse para permitir el uso continuado de otros.

### Artículo 5
- Se ocupa de los procesos de fabricación en los que se utiliza mercurio o compuestos de mercurio.
- Establece medidas para eliminar o restringir dichos procesos existentes.
- Tampoco permite el desarrollo de nuevas instalaciones que utilizarían los procesos de fabricación enumerados en el Anexo B y desalienta el desarrollo de nuevos procesos de fabricación en los que se utilice intencionalmente mercurio o compuestos de mercurio.

### Artículo 6
- Se refiere a las exenciones disponibles para una Parte previa solicitud.
- Una organización de integración económica estatal o regional puede registrarse para una o más exenciones de las fechas de eliminación enumeradas en las Partes I de los Anexos A y B.
- Lo hacen al convertirse en Parte, o en el caso de un producto o proceso que se agregue por enmienda a la lista, a más tardar en la fecha en que dicha enmienda entre en vigor para él.
- Las exenciones se pueden registrar para una categoría enumerada o una subcategoría identificada.
- El registro se realiza mediante notificación por escrito a la Secretaría y debe ir acompañado de una declaración que explique la necesidad de la exención por parte de la Parte.

### Artículo 7
- Se ocupa de la cuestión de la extracción y el procesamiento de oro artesanal y en pequeña escala en los que se utiliza la amalgama de mercurio para extraer oro del mineral.
- Cada Parte que tiene extracción y procesamiento de oro en pequeña escala dentro de su territorio tiene la obligación general de tomar medidas para reducir el uso de mercurio y compuestos de mercurio en dicha extracción y procesamiento necesita reducir y, cuando sea factible, eliminar el uso de mercurio y mercurio. compuestos en la minería y el procesamiento, así como las emisiones y liberaciones al medio ambiente de mercurio a partir de tales actividades.
- Se establecen obligaciones adicionales, incluido el desarrollo y la implementación de un plan de acción nacional, para una Parte que determina que la extracción y el procesamiento de oro artesanal y en pequeña escala en su territorio es más que insignificante.

### Artículo 8
- Se refiere a las emisiones de mercurio y compuestos de mercurio.
- Su objetivo es controlar y, cuando sea factible, reducir las emisiones de mercurio y compuestos de mercurio a la atmósfera, a través de medidas para controlar las emisiones de las fuentes puntuales enumeradas en el Anexo D.
- El Artículo diferencia entre las medidas requeridas para fuentes nuevas y las requeridas para fuentes existentes. Las liberaciones a la tierra y al agua no se abordan en el artículo 8, se abordan en el artículo 9 de la convención.

### Artículo 9
- Aborda las liberaciones de mercurio y compuestos de mercurio a la tierra y el agua
- Tiene como objetivo controlar y, cuando sea factible, reducir las liberaciones de mercurio y compuestos de mercurio de fuentes puntuales antropógenas significativas que no se abordan en otras disposiciones del convenio.
- Cada estado debe, dentro de los tres años posteriores a la entrada en vigor del Convenio, identificar las categorías de fuentes puntuales relevantes de liberaciones de mercurio en la tierra y el agua.

### Artículo 10
- Se aplica al almacenamiento provisional ambientalmente racional de mercurio distinto del mercurio residual.
- Se solicita a las Partes que tomen medidas para garantizar que el mercurio y los compuestos de mercurio destinados a un uso permitido en virtud del convenio se almacenen de manera ambientalmente racional, teniendo en cuenta las directrices y de conformidad con los requisitos que adopte la Conferencia de las Partes.

### Artículo 11
- Se ocupa de los desechos de mercurio, incluida su definición, su gestión de manera ambientalmente racional y el transporte a través de las fronteras internacionales .

### Artículo 12
- Se ocupa de los sitios contaminados.
- Cada estado debe esforzarse por desarrollar estrategias apropiadas para identificar y evaluar los sitios contaminados con mercurio o compuestos de mercurio.
- Al emprender acciones para reducir los riesgos que plantean los sitios contaminados con mercurio o compuestos de mercurio, cada Parte debe garantizar que las acciones se realicen de manera ambientalmente racional y que las acciones incorporen, cuando corresponda, una evaluación de los riesgos para la salud humana y el medio ambiente. medio ambiente del mercurio o los compuestos de mercurio contenidos en estos sitios.

### Artículo 13
- Se relaciona con la cuestión de los recursos financieros y el mecanismo.
- Establece un mecanismo para la provisión de recursos financieros adecuados, predecibles y oportunos, que comprende el Fondo Fiduciario del Fondo para el Medio Ambiente Mundial y un programa internacional específico para apoyar el desarrollo de capacidades y la asistencia técnica.

### Artículo 14
- Aborda los temas de creación de capacidad, asistencia técnica y transferencia de tecnología.
- Hace un llamamiento a la cooperación entre las Partes para proporcionar creación de capacidad y asistencia técnica oportunas y apropiadas a las Partes que son países en desarrollo, incluso a través de arreglos regionales, subregionales y nacionales.

### Artículo 15
- Establece un Comité de Implementación y Cumplimiento para promover la implementación y el cumplimiento de todas las disposiciones de esta convención.
- El Comité está compuesto por 15 miembros propuestos por las Partes y elegidos por la Conferencia de las Partes.
- Las cuestiones pueden ser asumidas por el comité de autorremisión de una Parte, sobre la base de la información presentada en virtud de las disposiciones de presentación de informes, o previa solicitud de la Conferencia de las Partes.

### Artículo 16
- Se relaciona con aspectos de salud.
- Alienta a las Partes a promover el desarrollo y la implementación de estrategias y programas para identificar y proteger a las poblaciones en riesgo. Alienta a las Partes a adoptar e implementar programas educativos y preventivos basados en la ciencia sobre la exposición ocupacional al mercurio y los compuestos de mercurio.
- Alienta a las Partes a promover servicios de atención de la salud apropiados para la prevención, el tratamiento y la atención de las poblaciones afectadas por la exposición al mercurio o compuestos de mercurio.
- Finalmente, alienta a las Partes a establecer y fortalecer las capacidades institucionales y profesionales de la salud.

### Artículo 17
- Se ocupa del intercambio de información.
- Cada parte facilitará el intercambio de información.

### Artículo 18
- Destaca la importancia de la información, la sensibilización y la educación del público.

### Artículo 19
- Se relaciona con la investigación, el desarrollo y el seguimiento.

### Artículo 20
- Se ocupa de la posibilidad de que las partes desarrollen un plan de implementación.

### Artículo 21
- Las Partes informarán a la Conferencia de las Partes, a través de la secretaría, sobre las medidas adoptadas para aplicar las disposiciones del convenio y la eficacia de esas medidas, así como los posibles desafíos para alcanzar los objetivos del convenio.
- Las Partes incluirán en sus informes la información requerida en los diferentes artículos de la convención.

### Artículo 22
- Se ocupa de la evaluación de la eficacia.
- La Conferencia de las Partes debe evaluar la eficacia del Convenio a más tardar seis años después de la fecha de entrada en vigor y periódicamente a partir de entonces.

### Artículo 23
- Establece la Conferencia de las Partes.

### Artículo 24
- Establece la Secretaría, que será proporcionada por el Programa de las Naciones Unidas para el Medio Ambiente.

### Artículo 25
- Se ocupa de la solución de controversias entre las Partes.

### Artículo 26
- Establece las reglas para las enmiendas a la convención.
- Las enmiendas al Convenio pueden ser propuestas por cualquier Parte y deben ser adoptadas en una reunión de la Conferencia de las Partes.
- La ratificación (aceptación o aprobación) de una enmienda se notificará por escrito al Depositario.

### Artículo 27
- Establece las reglas para la adopción y modificación de anexos.

### Artículo 28
- Establece las reglas para el derecho de voto: un partido, un voto, salvo que se trate de una organización regional de integración económica, la cual, en los asuntos de su competencia, ejercerá su derecho de voto con un número de votos igual al de sus Estados miembros que son Partes en la convención. Tal organización no ejercerá su derecho de voto si cualquiera de sus Estados miembros ejerce su derecho de voto y viceversa.

### Artículo 29
- Se relaciona con la firma de la convención, que estuvo abierta por un año hasta el 9 de octubre de 2014.

### Artículo 30
- Se ocupa de la ratificación, aceptación, aprobación del convenio o adhesión al mismo.

### Artículo 31
- Se trata de la entrada en vigor del convenio, que tendrá lugar el nonagésimo día siguiente a la fecha del depósito del quincuagésimo instrumento de ratificación, aceptación, aprobación o adhesión.

### Artículo 32
- Establece que no se pueden hacer reservas a la convención.

### Artículo 33
- Otorga a las Partes el derecho a retirarse del Convenio en cualquier momento después de tres años a partir de la fecha en que el Convenio haya entrado en vigor para ellas, mediante notificación por escrito al Depositario.
- Dicho retiro surtirá efecto un año después de la recepción de la notificación por parte del depositario o en cualquier fecha posterior especificada.

### Artículo 34
- Nombra al Secretario General de las Naciones Unidas como depositario de la convención.

### Artículo 35
- Declara que los textos de la convención en árabe, chino, español, francés, inglés y ruso son igualmente auténticos.[28]

## COP del Convenio de Minamata sobre el Mercurio
| Cumbre | Año  | Ciudad  | País Sede |
| ------ | ---- | ------- | --------- |
| COP1   | 2017 | Ginebra | Suiza     |
| COP2   | 2018 | Ginebra | Suiza     |
| COP3   | 2019 | Ginebra | Suiza     |
| COP4   | 2021 | Bali    | Indonesia |
| COP4   | 2022 | Bali    | Indonesia |
| COP5   | 2023 | Ginebra | Suiza     |